# Отношения России и Иракского Курдистана
Отношения между Иракским Курдистаном и Россией — двусторонние отношения между Иракским Курдистаном и Россией. В то время как Иракский Курдистан имеет представительство в Москве, у России есть генеральное консульство в Эрбиле, которое открылось 28 ноября 2007 года. Отношения между курдами и русскими зародились во второй половине XIX века, когда интерес России к курдам возрос из-за её экспансионистских амбиций. Во время Холодной войны Советский Союз поддерживал курдских повстанцев, выступавших против Ирака, пока не был вынужден уйти из этого противостояния в конце 1970-х годов из-за негативной реакции Ближнего Востока на советское вторжение в Афганистан. 
После окончания холодной войны Россия установила связи с недавно созданным автономным Иракским Курдистаном, и эти отношения описываются как неоднозначные и противоречивые, однако Москва на протяжении десятилетий симпатизировала движению за независимость Курдистана, что также включало военную поддержку курдов. Сегодня обе стороны в основном сотрудничают в сфере энергетики. В отличие от большинства других европейских держав, Россия не подвергла критике односторонний референдум о независимости Курдистана, проведённый в 2017 году, и продолжила инвестировать в курдский регион, несмотря на растущую напряженность между Курдистаном и Ираком. Это заставило аналитиков полагать, что Россия пытается заполнить пробел, который Америка создала своей критикой референдума. Президент России Владимир Путин встречался с премьер-министром Курдистана Нечирваном Барзани в июне 2017 года и в мае 2018 года. 
По словам курдских чиновников, российские инвестиции на миллиарды долларов в 2010-х годах спасли курдов от банкротства, поскольку значительная часть их бюджета шла на борьбу с ИГИЛ.

## Курдско-советские отношения (1945—1980-е годы)

### Изгнание Барзани в Советский Союз (1945—1958)
Лидер курдского националистического движения Мустафа Барзани отправился в изгнание в Советский Союз в 1945 году после подавления курдского восстания и оставался там в течение 13 лет, пока не вернулся в Курдистан в 1958 году, чтобы возобновить кампанию за независимость. Во время изгнания он получил образование, а также установил тесные связи с КГБ и Советской Армией, что породило среди американцев убеждение, что он был российским агентом. Несмотря на идеологические разногласия и националистическую идеологию Барзани, Советы начали оказывать военную поддержку его людям в 1960-х и 1970-х годах. Во время холодной войны Барзани поддерживал тесные связи с Советским Союзом, считая, что независимый Курдистан может быть создан только при поддержке СССР.

### Военная помощь в условиях неоднозначных отношений (1958—1980)
Всего через год после возвращения в Курдистан Барзани вернулся в Москву, чтобы провести переговоры с первым секретарём Н. Хрущёвым, в ходе которых Советы заявили о своей поддержке курдской автономии и готовности оказать курдам военную и финансовую помощь. Вернувшись из поездки в Россию, Барзани начал укреплять своё влияние в Курдистане и разгромил проиракские курдские племена. К 1961 году численность курдских повстанцев составляла от 5000 до 7000 бойцов, поскольку Ирак утратил всякое влияние в Иракском Курдистане. По мере ухудшения иракско-курдских отношений советская поддержка курдов становилась всё более деликатной, поскольку иракский генерал Касем склонялся к коммунизму, а любой враждебный шаг мог склонить Ирак в сторону Соединённых Штатов. Когда в 1963 году произошёл баасистский переворот, Советский Союз воспользовался возможностью оказать давление на Ирак, чтобы тот признал права курдов, что привело к заключению в 1970 году Иракско-курдского соглашения об автономии, в котором Багдад признал курдскую автономию. Однако из-за провала переговоров Советы подписали договор о дружбе с Ираком в апреле 1972 года, что ухудшило курдско-советские отношения, несмотря на встречу на высшем уровне между Демократической партией Курдистана и Коммунистической партией Советского Союза в августе 1972 года. После заключения договора с Багдадом Москва перестала публично упоминать курдов. Во второй половине 1972 года курдские и советские СМИ начали клеветническую кампанию друг против друга. В 1975 году Вторая иракско-курдская война закончилась, когда иракские войска подавили курдское восстание советским оружием. Однако советская военная поддержка курдов продолжалась даже после их распада в 1975 году, поскольку документы В. Н. Митрохина подтверждают, что Москва помогала курдам в начале 1980-х годов. После вторжения СССР в Афганистан Москва в политическом плане отошла от региона из-за критики вторжения.

## Возвращение России в Курдистан (с 2003)
Американское вторжение в Ирак в 2003 году позволило курдам и русским открыть новую главу в отношениях. Россия стала одной из первых стран, открывших представительство в Иракском Курдистане: оно было открыто в 2007 году, однако отношения остались неразвитыми из-за опасений враждебности со стороны Турции. Отношения в основном сосредоточены в энергетическом секторе, поскольку в 2010-х годах российские компании инвестировали в регион миллиарды долларов. В 2012 году «Газпром» и Иракский Курдистан подписали контракт на разведку и добычу нефти на двух нефтяных месторождениях, которые впоследствии были расширены до трёх нефтяных месторождений. В феврале 2017 года «Роснефть» вложила 2,1 миллиарда долларов, и в апреле 2017 года Россия получила первые 600 000 баррелей курдской нефти, а «Газпром» в июне 2017 года подписал соглашение с курдскими властями на сумму 400 миллионов долларов. 
Вторжение ИГИЛ в Ирак весной 2014 года побудило мир начать поставки оружия Пешмерге. Участие России в оснащении курдских солдат ограничилось в общей сложности тремя поставками. В третьей поставке было всего пять партий советских зенитных установок ЗУ-23-2. 
Аналитик Варфоломеева утверждает, что России нужен был Курдистан, чтобы поддерживать деловые отношения и не враждовать с регионом, поэтому Россия не критиковала референдум в 2017 году.